# Lebrecht zu Rantzau
Lebrecht Otto Moritz Wichard Hugo Graf zu Rantzau (* 20. September 1890 in Alt Döberitz, Kreis Regenwalde; † 20. März 1920) war ein deutscher Landrat.

## Leben
Lebrecht zu Rantzau studierte Rechtswissenschaften an der Georg-August-Universität Göttingen und der Ludwig-Maximilians-Universität München. 1908 wurde er Mitglied des Corps Saxonia Göttingen. 1911 legte er das Referendar-Examen ab. Am Ersten Weltkrieg nahm als Leutnant der Reserve der Garde-Maschinengewehrabteilung 2 und später als Führer einer Maschinengewehr-Kompanie im Reserve-Infanterieregiment 240 an der Westfront teil. Zweimal erlitt er eine schwere Verwundung. 1918 legte er das Assessor-Examen ab und wurde im November des gleichen Jahres als Vertreter des erkrankten Landrats in den Landkreis Freystadt i. Niederschles. versetzt. 1919 wurde er zum Landrat des Kreises ernannt. Das Amt hatte er bis zu seinem Tod 1920 inne.